# Adrenalina
Adrenalina (italienisch für „Adrenalin“) ist ein englischsprachiger Popsong der italienischen Sängerin Senhit. Mit diesem Titel hat sie San Marino beim Eurovision Song Contest 2021 in Rotterdam vertreten. Kurze Zeit nach der Veröffentlichung erschien auch eine gemeinsame Version mit dem US-amerikanischen Rapper Flo Rida.

## Hintergrund und Produktion
Bereits im Mai 2020 gab der san-marinesische Rundfunk San Marino RTV bekannt, dass Senhit die Republik 2021 beim Eurovision Song Contest wieder vertreten werde, nachdem der Wettbewerb 2020 aufgrund der fortschreitenden COVID-19-Pandemie abgesagt werden musste. Senhit hätte den Titel Freaky! gesungen.
Das Lied Adrenalina wurde von einem großen Songwriting-Team geschrieben, unter anderem vom Paar Joy und Linnea Deb, welches in der Vergangenheit mehrere Titel für den Grand Prix schrieb.

## Musik und Text

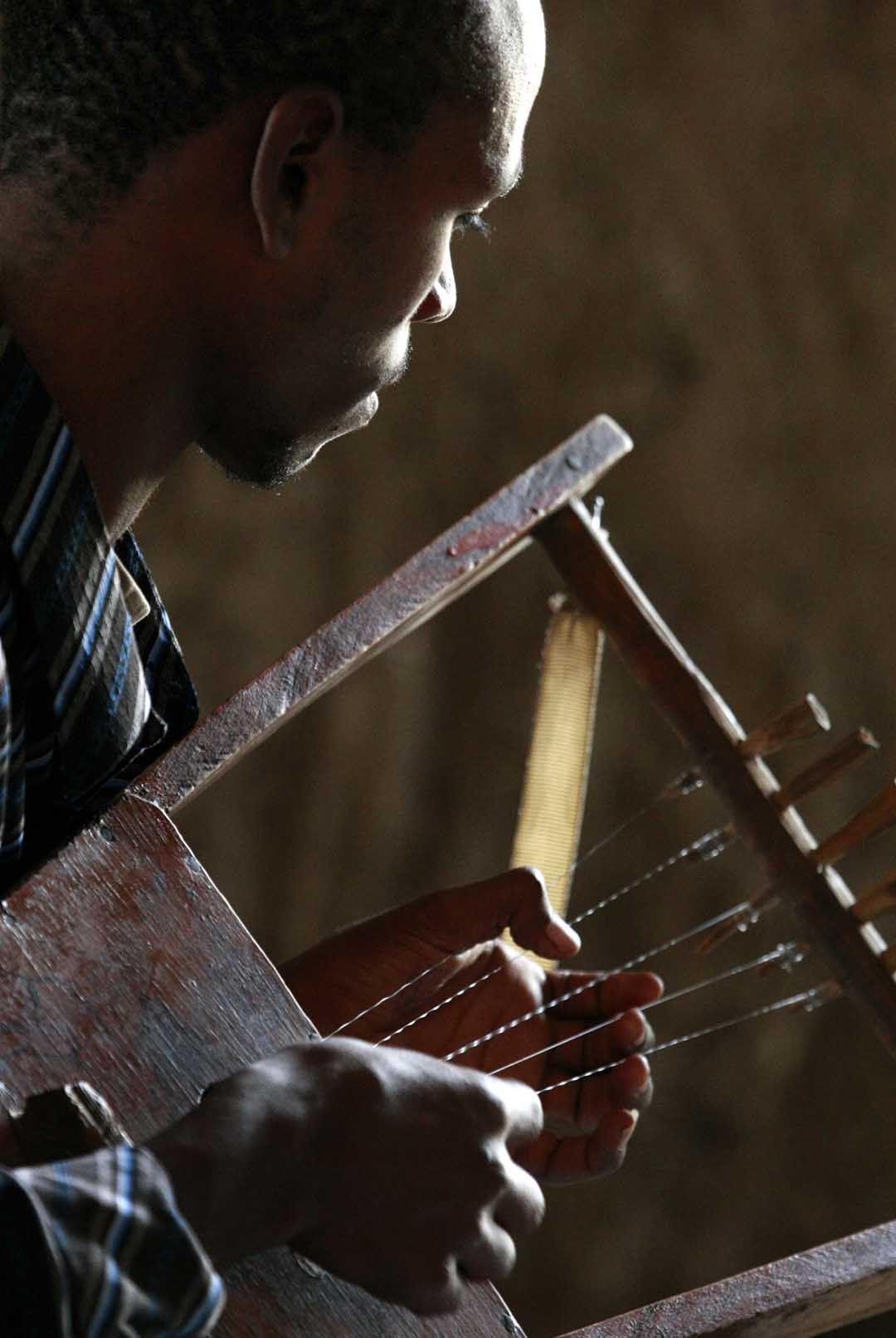
Die Krar ist eines der eritreischen Instrumente, welche im Song zum Einsatz kommen.

Laut des san-marinesischen Rundfunks sei der Titel von Electro-Pop und Latin Pop inspiriert. Außerdem habe man zwei eritreische Instrumente inkludiert, um den Bezug der Sängerin zu Eritrea zu unterstreichen. Hierbei handelt es sich um die keberö und die krar. Mit dem Komponieren des Titels habe die Interpretin kurz nach der Absage des Eurovision Song Contests begonnen, erste Fassungen wurden bereits von ausländischen Komponisten an sie herangetragen. Der italienische Titel sei bewusst gewählt worden, um auch die Verbindung zu Senhits italienischer Herkunft zu unterstreichen.
Die erste Version des Liedes, welche 2:51 Minuten lang ist, besteht aus drei Strophen, wobei die dritte Strophe von Flo Rida gerappt wird. Die längere Version, 2:59 Minuten hat lediglich zwei Strophen, wobei die zweite Strophe Einsätze von Flo Rida und Senhit enthält.

## Beim Eurovision Song Contest
Die Europäische Rundfunkunion kündigte am 17. November 2020 an, dass die für den 2020 abgesagten Eurovision Song Contest ausgeloste Startreihenfolge beibehalten werde. San Marino trat somit im zweiten Halbfinale in der ersten Hälfte am 20. Mai 2021 an. Am 30. März gab der Ausrichter bekannt, dass San Marino mit der ersten Startnummer die Show eröffnet. Senhit kündigte kurz nach Erscheinen des Titels an, dass Flo Rida sie auf der Bühne begleiten werde, wenn die Umstände es erlauben. Die kreative Leitung soll Luca Tommassini innehaben.
Mit ihrem Auftritt im zweiten Halbfinale erreichte das Land das Finale, am 21. Mai 2021 wurde die Startreihenfolge bekanntgegeben. Senhit und Flo Rida waren somit als letzte von 26 Interpreten aufgetreten. Die beiden landeten mit 37 Jury- und 13 Zuschauerpunkte auf dem 22. Platz.

## Veröffentlichung
Der Titel wurde am 8. März 2021 veröffentlicht. Hierbei sprang die Sängerin mit einem Fallschirm mit der Aufschrift „Adrenalina“ zwischen Bologna und San Marino gen Boden. Das Musikvideo wurde von Luca Tommissini gedreht. Die Szenen mit Flo Rida wurden unter der Leitung von Juan Rutz und Nicholas Bailey aufgenommen.